# Iphiclides podalirius
Il podalirio (Iphiclides podalirius (Linnaeus, 1758) è un lepidottero diurno appartenente alla famiglia Papilionidae.

## Descrizione

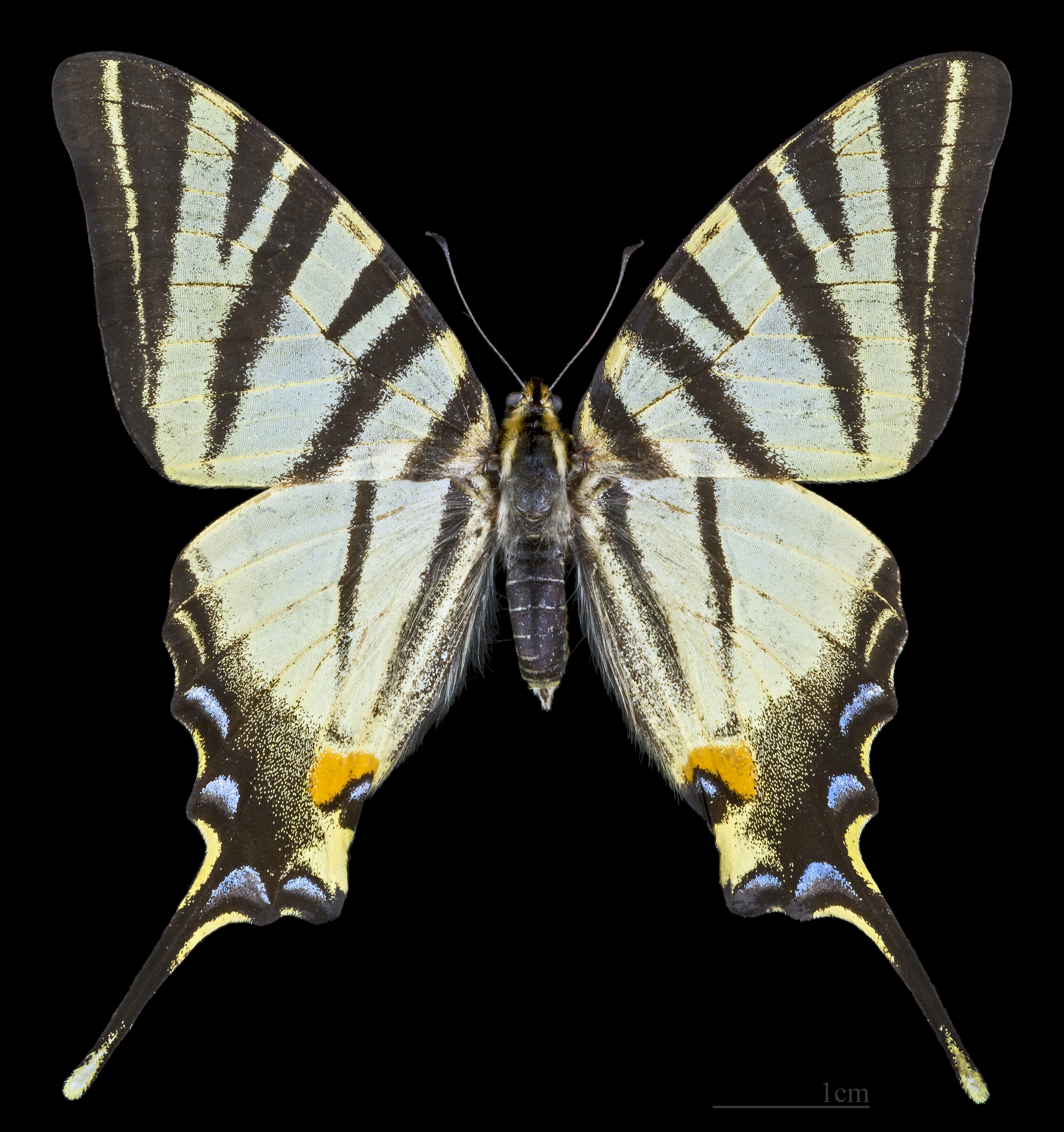
♂
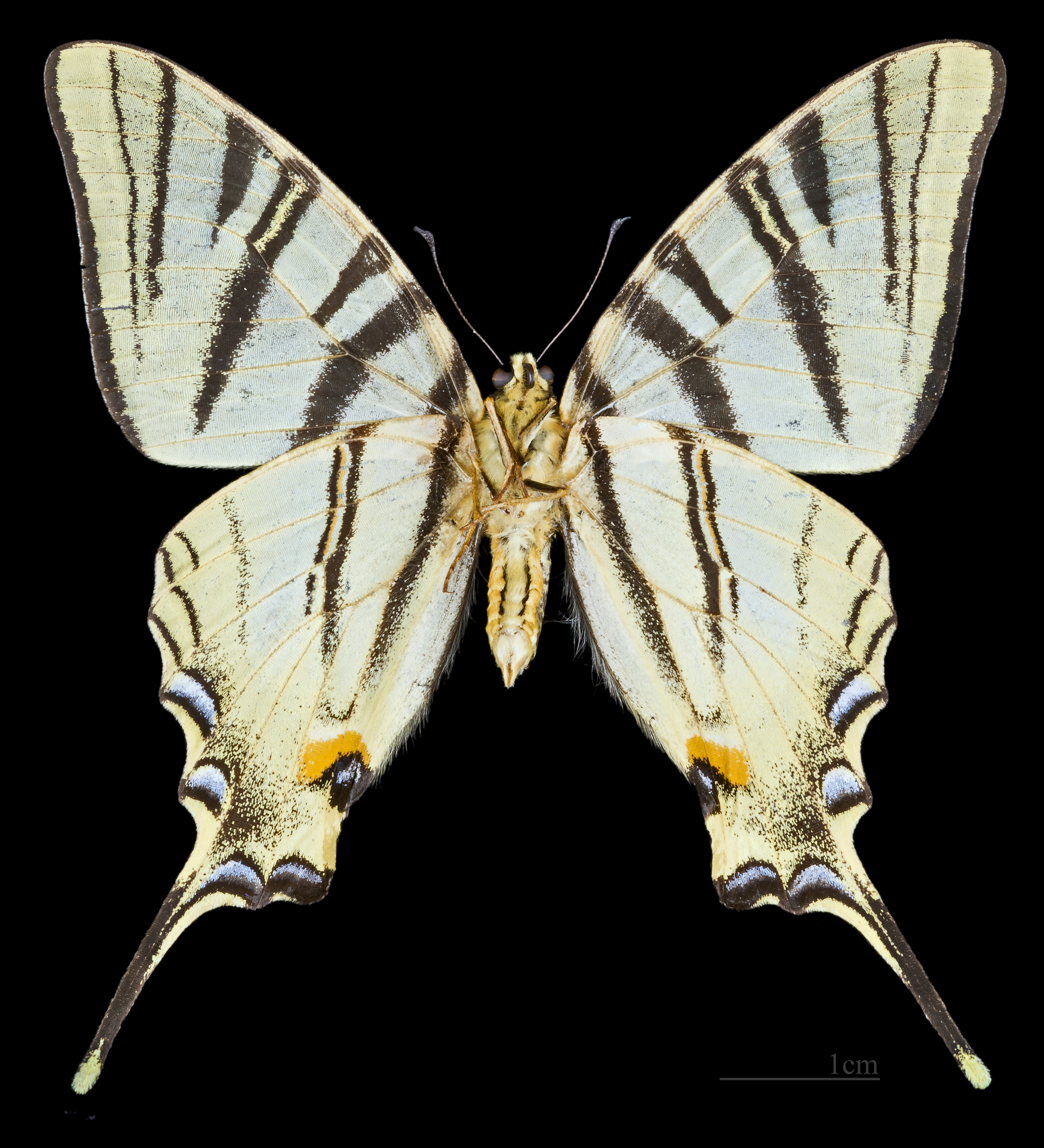
♂ △
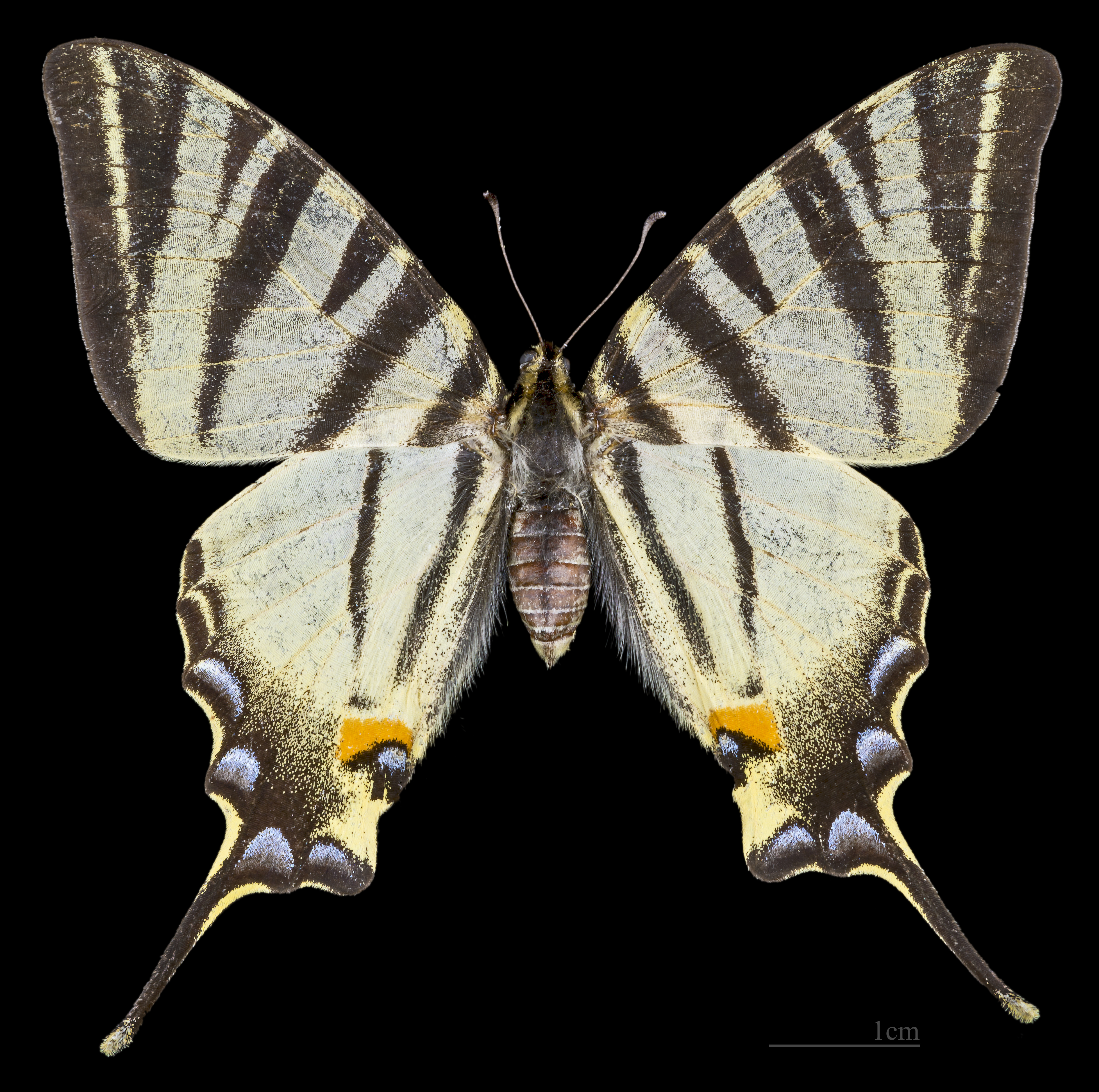
♀
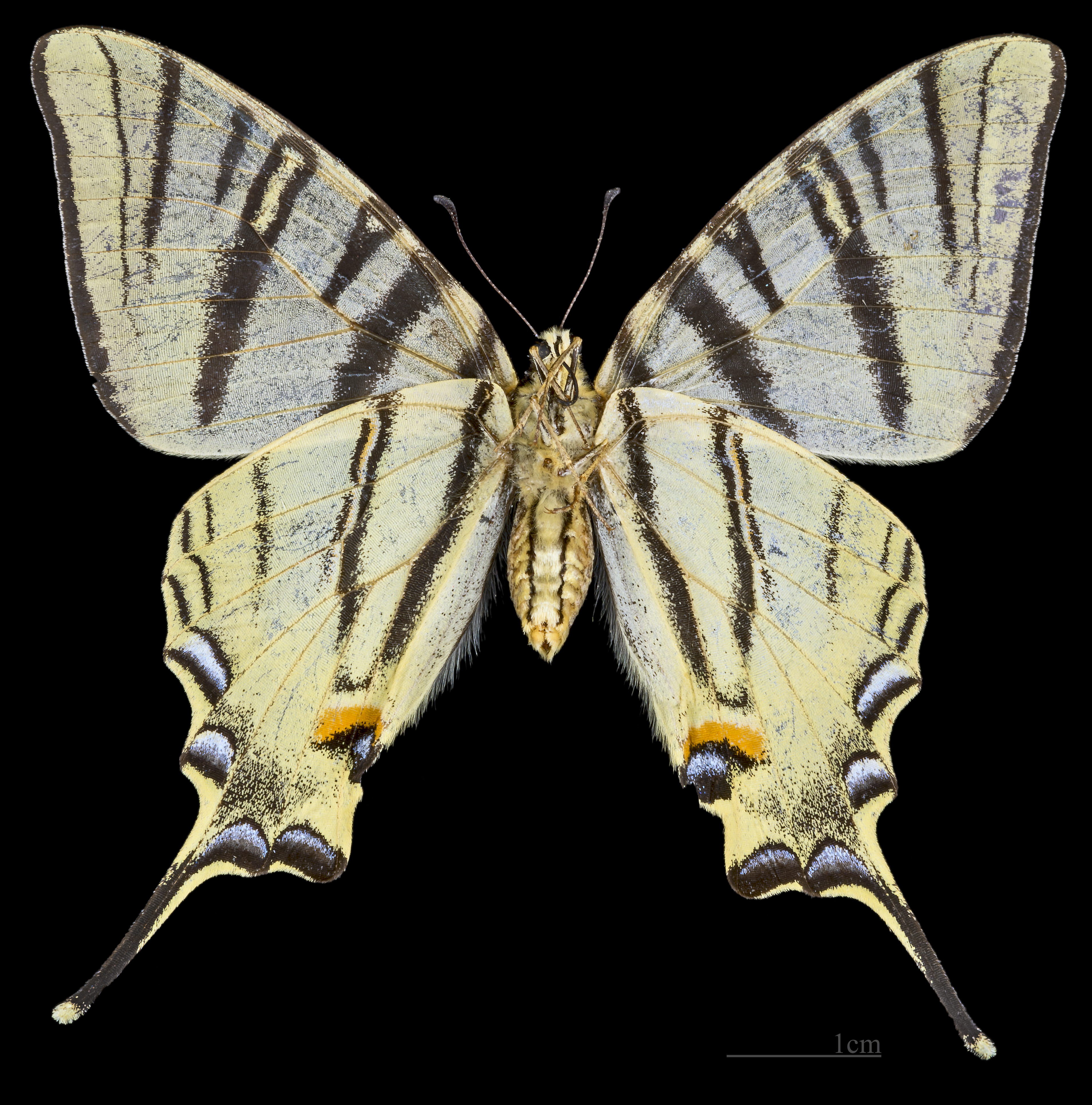
♀ △

Ha una livrea giallo pallida, a fasce trasversali bruno-nerastre, a forma di V dirette verso l'angolo dell'ala anteriore. In alcune varietà il colore di fondo può essere bianco e le fasce essere di un nero marcato. Ha un'apertura alare di 6.5–8 cm. Le ali posteriori hanno delle macchie ocellate arancioni e azzurre e le code sono piuttosto allungate e scure.

## Biologia
Può avere 2-3 generazioni annue.
Il bruco ha una forma che ricorda una piccola limaccia, ha il corpo verde con linee gialle ed è spesso macchiato di rosso. Si sviluppa a spese di specie arbustive e Rosaceae (come Prunus spinosa e Crataegus monogyna).

## Distribuzione e habitat
Diffusa in Europa, Africa settentrionale, Asia temperata e parte della Cina; in Italia è presente ovunque dalle zone di pianura a quelle montuose.
La specie frequenta le foreste temperate e le pianure assolate fino a circa i 1700 m di quota, ma sta risentendo della rarefazione delle siepi in pianura.
È una specie termofila con buona tendenza migratoria. Il volo avviene da marzo a settembre,
nelle aree aperte e/o coltivate, ma provviste di copertura arboreo-arbustiva.